# S.O.S. Bikini Bottom : Une mission pour Sandy Écureuil
Pour plus de détails, voir Fiche technique et Distribution.
S.O.S. Bikini Bottom : Une mission pour Sandy Écureuil (Saving Bikini Bottom: The Sandy Cheeks Movie) est un film américain réalisé par Liza Johnson, sorti en 2024.

## Synopsis
Bikini Bottom et ses habitants sont balayés par le courant. Sandy Écureuil et Bob l'Éponge doive aller au Texas pour sauver la ville.

## Fiche technique
- Titre : S.O.S. Bikini Bottom : Une mission pour Sandy Écureuil
- Titre original : Saving Bikini Bottom: The Sandy Cheeks Movie
- Réalisation : Liza Johnson
- Scénario : Kaz et Tom Stern
- Musique : Moniker
- Photographie : Greg Gardiner
- Montage : Matthew Feinman et Billy Weber
- Production : Robert Engelman
- Société de production : Nickelodeon Animation Studios
- Pays :  États-Unis,  Royaume-Uni et  Canada
- Genre : Animation, aventure et comédie
- Durée : 82 minutes
- Dates de sortie : 
  - Netflix : 2 août 2024

## Doublage
- Carolyn Lawrence : Sandy Écureuil / Foule de Bikini Bottom
- Tom Kenny : Bob l'éponge / Mini Bob l'Éponge / Gary / Sonny / Lil' Frito / Voisin n°2 / Narrateur français / Puter / Homme de Bikini Bottom / Habitant de Bikini Bottom n°5
- Mr. Lawrence : Fred / Larry / Plankton / Annonceur vidéo / Plankton Lincoln / Promeneur d'escargot / Foule de Bikini Bottom
- Mary Jo Catlett : Mme. Puff
- Clancy Brown : M. Krabs / Clyde / Voisin n°1 / habitant de Bikini Bottom n°2 / Foule de Bikini Bottom
- Bill Fagerbakke : Patrick Étoile de mer / habitant de Bikini Bottom n°4 / Foule de Bikini Bottom
- Rodger Bumpass : Carlo Tentacule / Butch / Haut-parleur de la police / habitant de Bikini Bottom n°1 / Foule de Bikini Bottom
- Ilia Isorelýs Paulino : Phoebe
- Matty Cardarople : Kyle
- Wanda Sykes : Sue Nahmee
- Jill Talley : Bonnie / Karen / Foule de Bikini Bottom
- Craig Robinson : Pa Écureuil
- Grey DeLisle : Ma Écureuil / Granny Écureuil / Rowdy Écureuil / Rosie Écureuil
- Johnny Knoxville : Randy Cheeks
- Jamaria Davis : Sue Nahmee jeune

## Accueil
Le film a reçu un accueil mitigé de la critique. Il obtient un score moyen de 53 % sur Rotten Tomatoes.